# ピーター・ベスーン

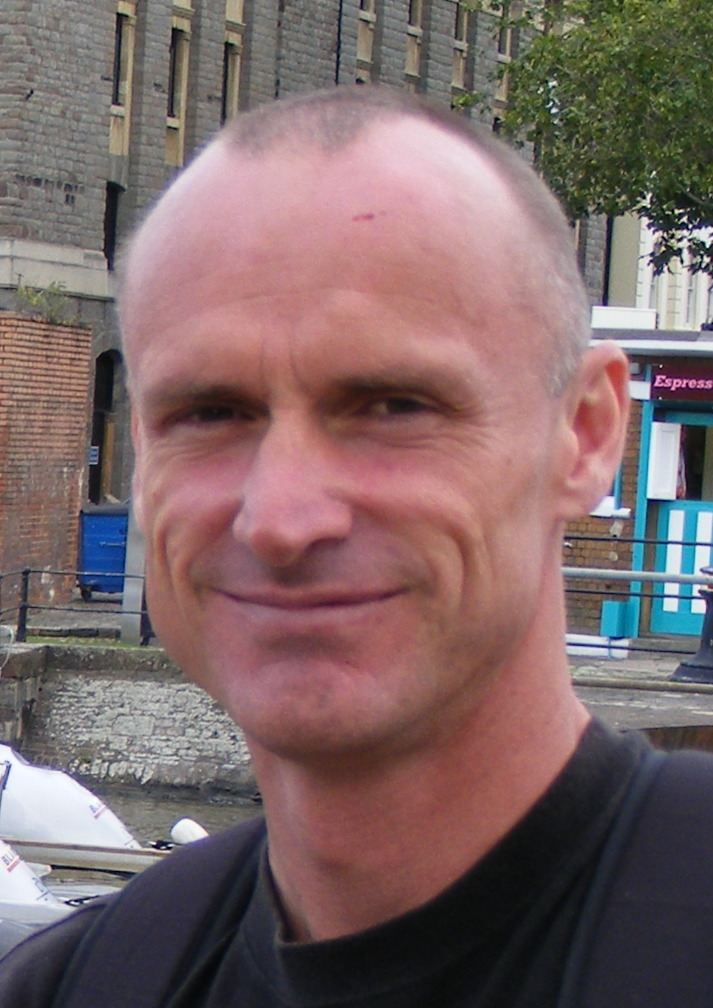

ピーター・ベスーン（英: Peter James "Pete" Bethune、1965年4月4日 - ）は、ニュージーランドの環境保護活動家。モーターボートによる世界一周の最速記録を保持している。反捕鯨団体シーシェパードの元メンバー。

## 来歴
- 2006年から2008年は、モーターボートのレースに関わる。

- 2009年、2007年にアースレースで航海中に死亡海難事故を起こし、多額の損害補償をしなければならない為、家を担保に資金を作ったり、アースレースを売りに出していた。それを同団体が入手し、同団体に100万ドルを出資したアメリカ人のアディ・ギルにちなんでアースレースを改名し、シーシェパードに加入した。

2010年
- 1月6日、日本の調査捕鯨を妨害していたアディ・ギル号は監視船第2昭南丸と衝突した。また、同団体は船体が真っ二つになったと発表したが、実際には即時沈没は免れ、後に放棄した。
- 2月、日本の捕鯨船団日新丸や監視船第2昭南丸に対し酪酸入りの瓶をランチャーで発射し、乗組員数人が飛沫を顔に浴びるなどして負傷させ妨害した。
- 2月15日、水上オートバイで監視船第2昭南丸に接近し船内に侵入したため、日本の船員法に基づき、昭南丸の船長の権限で拘束された[1]。第2昭南丸の船長に損害賠償を求める手紙を持っていた。
- 4月2日、艦船侵入罪・傷害罪・威力業務妨害罪・銃刀法違反罪・器物損壊罪で起訴された。また、日本人とアメリカ人の4人の弁護人が付いて、訴訟費用はすべて同団体が持った。
- 6月、同団体のアディ・ギル号に弓矢を持ち込んだことが、攻撃的だが非暴力的な行動との団体の方針に反するとして、同団体を除名された。しかし、強制送還後にポール・ワトソンが、法廷戦術にすぎなかったとして、除名が撤回された。
- 7月7日、全ての罪状を有罪とし、懲役2年・執行猶予5年（求刑懲役2年）の判決が下された[2][3]。

起訴内容について大筋で認めたが、酪酸入りの瓶を撃ち込んだ傷害罪の公訴事実について、いかなる人にも傷害を負わせる意図はなかったとして無罪を主張、これが裁判の争点とされた。裁判で動機は、1月に監視船第2昭南丸とアディ・ギル号が衝突した責任を船長に問う為と語った。
そして、ニュージーランドへ強制送還された。帰国後は、著書を執筆していたので執筆を続けたいとしている。
- 10月、南極海での反捕鯨活動への復帰を同団体に求めたが、執行猶予中であったこと、監視船第2昭南丸に侵入し、乗組員を負傷させたことについて、彼自身の決断によるものとしたうえで、「ポール・ワトソンの命令に従った」と裁判で「虚偽」の供述をしたことを理由に、同団体は、一切の関係を断絶すると示した。そして、彼の行為はポール・ワトソンを裏切るもので、虚偽の告発に深く失望したと非難した。それに対し、ベスーンは、弁護士の助言に従っただけと話した[5][6]。
- 10月6日、Facebookに公開レターを投稿し、同団体から脱退すると宣言した。

理由は、同団体とリーダーであるポール・ワトソンが、不正直であり、道徳的に破綻していること、その悪辣さに気付いたからとしている。
監視船第2昭南丸との衝突は、世間の同情を得、PR目的でアディ・ギル号をわざと沈没させるように指示されたもので、自作自演だったと暴露した。また、同団体から除名され、その後に法廷戦術にすぎなかったとして除名が撤回された件について、それも嘘だとし、「裁判には何の役にも立ちませんでした。弁護士が言っていましたが、彼らは私を不正直者呼ばわりしていたのです」と語った。そして、同団体の幹部とポール・ワトソンは日常的に嘘をつき、重要な問題についての嘘は、みんなで示し合わせていると非難した。
- 11月、反捕鯨団体「アースレース」の設立を発表した。また、これまでに300人以上から支援や協力の申し入れがあった[8]。

## 第2昭南丸侵入事件についての発言と声明

### 裁判前
- 「日本の捕鯨は許せないが、私は家族をもつ普通の人間であり、サムライのような闘士ではない。ワトソンは間違っている」
- 「日本人は礼儀正しく、過酷な扱いを受けたことは1度もない。憎むべき国ではないと言いたい」
- 「私は自分の信じる道を突き進んだ余り、多くのものを犠牲にした。妨害はボランティアであり、昨年は収入が全くなかった。生活を考えなくてはならない」[9][10]

### 裁判
最終陳述
- 「私が日本の皆さんに理解していただきたいことを2つ述べたいと思います。私が抗議活動に参加した理由ですが、日本の違法な捕鯨活動を抗議しようとしたのであり、乗組員に怪我をさせようとする意図はありませんでした」
- 「私は、日本には日本の、ニュージーランドにはニュージーランドの法律があり、捕鯨に対する考えが違うのも理解しています」
- 「しかし、日本の調査捕鯨は実際は、商業捕鯨であり、違法であるのに加えてとても残酷です。クジラは錨（いかり）を撃ち込まれて血を流しながら死にます。そしてすぐに解体され、食用に加工されます。日本では高タンパク食品として取引されています」
- 「そのような捕鯨活動は、商業捕鯨と変わりません。日本は調査捕鯨の名目で1万頭を捕ってきました。これほど多いのは日本だけです。国際捕鯨委員会も批判しています」
- 「南極海は、私たちニュージーランド人にとってとても身近な海です。そこで違法な捕鯨活動をするのはとても攻撃的なことです。私は違法な捕鯨活動をやめさせようとして抗議活動をしました」
- 「ご迷惑をおかけした人には申し訳ない気持ちです。罪を軽くするためにおわびをする気持ちはありません。乗組員に怪我をさせることは望んでいません。また、日本の皆さんに調査の実態を知ってもらい、捕鯨活動を中止してもらうことを希望しています」
- 「アディ・ギル号は、私にとって特別なものでした。3億円のお金を出して、アイデアも自分で出して造りました。世界を何度も回りました。沈没したときは、心情的にも財産的にも大きなものを失いました」
- 「私は日本の皆さんに敵意を持っています」
- 「敵意を持っていません。捕鯨活動をする人には敵意を持っていましたが、日本に来る前にそれが間違っているのに気づきました。今では、日本人は寛容で思いやりがあり、世界でもっとも尊敬できる人だと思っています。今では、敵意を抱くことはなく、違う考えを持っている人だと思っています」
- 「日本の人々が私に悪い感情を持っていることは理解しています。私は私の考えで行動しました。誰も傷つけたくはありません。一日も早く尊敬する日本の人々と捕鯨に対する意見の対立が終わることを望みます」[11][12][13]

### 帰国後
空港での発言
- 「自分が行ったことは正しいことであり、後悔していない。捕鯨に反対する立場に変わりはない」
- 日本人の捕鯨に関する意識について「日本人は捕鯨について、深刻なほどに攻撃的になっていることをよく認識していない」

同団体のローレンス・デ・グロートと共同記者会見の発言
- 裁判について「アディ・ギル号が大破した責任は日本側にあるのに、日本船の船長が罪に問われず、出廷すらしなかった」「私が裁判中、5カ月勾留されたのが正当だというなら、船長は5年以上収監されるべきだ」「私に対する日本の裁判は誤審だ」「自分だけが裁判を受けたのは間違いだった」
- 司法制度について「日本は自分に都合の良い時だけ、法律にのとっていると主張する」
- ニュージーランド政府について「マカリー外相は日本に手なずけられた犬」「東京のニュージーランド外交官は支援してくれなかった」
- 除名について「裏切られたと感じた。人生最悪の日だった」
- 東京拘置所での処遇について「私は、ハンニバル・レクターのような扱いを受けた」
- 今後の活動について「日本の裁判で、南極海に行くかどうかについては何の法的な誓いも立てていない」「再び捕まれば今度は服役するリスクが伴う。私は多くのものを犠牲にした。今は娘たちと一緒に過ごしたい」「何をすべきか知人らと相談しなければならない」「日本に捕鯨を反対し続ける」
- 「シーシェパードの戦いを信じる」[14][15][16][17][18]

波紋
- 地元メディアや外国の通信社、日本の報道機関が多数、帰国後の発言の変化を伝えた。
- 公判を担当した代理人の弁護士は、「報道を見たとき、彼の真意が正確に伝わっているのか、と思ったのが第一印象だった」
- 記者会見でニュージーランド政府を批判した。これに対し、キー首相は、元船長が自ら日本行きを望んで捕鯨船に乗り込んだとし、「政府への感謝の念がない」と批判された。[19]

### 判決後のシーシェパードの声明
- 2010年7月7日に、同団体が、2月に発生した事件の裁判の判決後に声明を発表した。
- 傷害罪で「未必の故意」があったとして有罪になり、日本では「故意があった」と判断されるが、同団体は「日本の裁判所は、だれも傷つけようとはしていなかったと認めた」と主張。
- 犯罪行為を「主義主張のため」「独善的犯行」と指摘された部分で、同団体は「日本の裁判所は、違法な捕鯨から鯨を守る信念のもとに行った作戦だったと認めた」と主張。
- 「日本の裁判所はいつも有罪判決を下す」とし、ベスーン船長が日本船に乗り込み、「刑務所に15年間も入れられる危機に直面した」「ベスーン船長の無罪を勝ち取るためでなく、刑を軽減するために約4400万円以上も使った」と主張。[20]